# Idona ferrugina
Idona ferrugina är en insektsart som beskrevs av Ruppel och Delong 1952. Idona ferrugina ingår i släktet Idona och familjen dvärgstritar. Inga underarter finns listade i Catalogue of Life.